# Romuald Siemionow

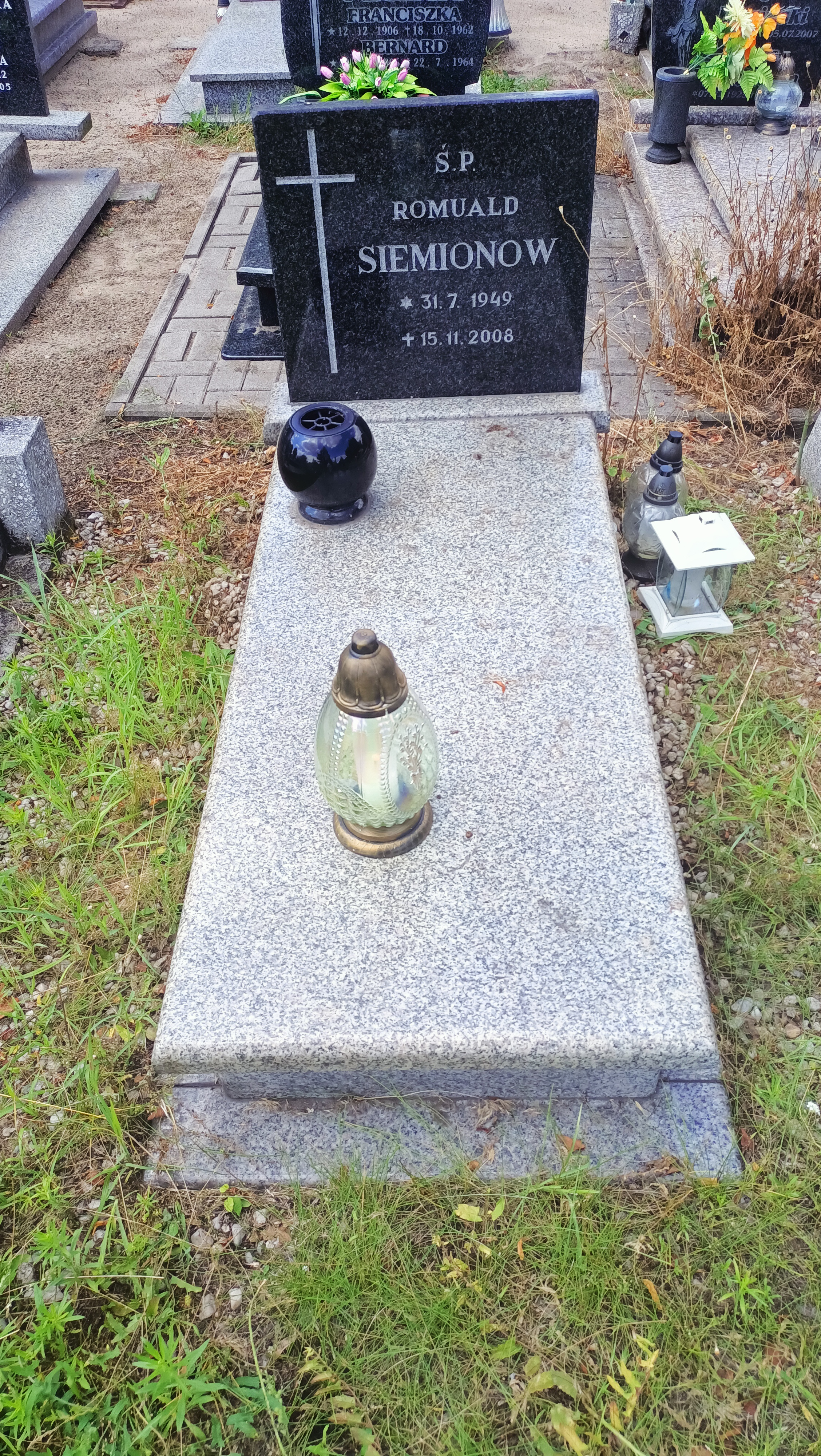
Grób Romualda Siemionowa na cmentarzu Nowofarnym w Bydgoszczy

Romuald Siemionow (ur. 31 lipca 1949 w Łapach, zm. 15 listopada 2008 w Białymstoku) – polski strzelec sportowy, trener, medalista mistrzostw Europy i mistrzostw świata, olimpijczyk z Montrealu 1976, Moskwy 1980.

## Osiągnięcia
Specjalizował się w strzelaniu z karabinu pneumatycznego oraz karabinka małokalibrowego. W latach 1966–1987 był reprezentantem klubów LOK Białystok, Kadra Rembertów i Zawisza Bydgoszcz (lata 1972-1987). Wielokrotny mistrz Polski w latach 1973-1987.
Brązowy medalista mistrzostw świata w roku 1974 w Thun w strzelaniu z karabinu pneumatycznego 40 strzałów drużynowo (partnerami w drużynie byli: Eugeniusz Pędzisz, Stanisław Marucha, Andrzej Trajda.
Wielokrotny medalista mistrzostw Europy:
- złoty 
  - w roku 1974 w strzelaniu z karabinu pneumatycznego 40 strzałów indywidualnie i w drużynie (partnerami byli: Stanisław Marucha, Andrzej Trajda, Eugeniusz Pędzisz),
  - w roku 1977 w strzelaniu z karabinu pneumatycznego 40 strzałów drużynie (partnerami byli: Edward Trajda, Andrzej Trajda, Ireneusz Jagodziński),
- srebrny
  - w roku 1973 w strzelaniu z karabinu pneumatycznego 40 strzałów drużynowo (partnerami w drużynie byli: Stanisław Marucha, Eugeniusz Pędzisz, Andrzej Trajda),
- brązowy
  - w roku 1975 w strzelaniu z karabinu pneumatycznego 40 strzałów drużynowo (partnerami byli:Andrzej Trajda, Stanisław Marucha, Eugeniusz Pędzisz) oraz w strzelaniu z karabinu dowolnego 3 x 40 strzałów - postawa stojąc (partnerami w drużynie byli: Eugeniusz Pędzisz, Stanisław Marucha, Andrzej Sieledcow),
  - w roku 1976 w strzelaniu z karabinu pneumatycznego 40 strzałów drużynowo (partnerami byli:Andrzej Trajda, Stanisław Marucha, Eugeniusz Pędzisz)
  - w roku 1981 w strzelaniu z karabinu dowolnego 3 x 40 strzałów - postawa klęcząc drużynowo (partnerami w drużynie byli: Andrzej Trajda, Krzysztof Stefaniak, Eugeniusz Pędzisz).

Na igrzyskach olimpijskich w Montrealu wystartował w konkurencji strzelania z karabinu sportowego w 3 pozycjach 50 m zajmując 24. miejsce.
Na igrzyskach olimpijskich w Moskwie wystartował w konkurencji strzelania z karabinu sportowego w 3 pozycjach 50 m zajmując 11. miejsce.
Po zakończeniu kariery sportowej został trenerem. Jego wychowankiem był m.in. Tadeusz Czerwiński medalista mistrzostw świata i Europy. Odznaczony m.in. brązowym Krzyżem Zasługi.